# Vance McAllister
Vance Michael McAllister, Sr. (Oak Grove, 7 gennaio 1974) è un politico statunitense, membro della Camera dei Rappresentanti per lo stato della Louisiana dal 2013 al 2015.

## Biografia
Nato e cresciuto in Louisiana, dopo gli studi McAllister prestò servizio militare nell'esercito e successivamente lavorò come imprenditore prima di entrare in politica con il Partito Repubblicano.
Nel 2013 si candidò alla Camera dei Rappresentanti in un'elezione speciale indetta per assegnare il seggio del deputato dimissionario Rodney Alexander e riuscì a vincerla.
Pochi mesi dopo, McAllister venne coinvolto in uno scandalo sessuale quando emerse un video di una telecamera di sorveglianza nel quale il deputato era filmato in atteggiamenti intimi con una sua collaboratrice. McAllister, sposato e padre di cinque figli, venne invitato da svariati colleghi a rassegnare le dimissioni dal Congresso ma si oppose a tale richiesta. Nel 2014 concorse per un ulteriore mandato senza raccogliere riscontro favorevole, classificandosi al quarto posto nelle primarie e perdendo così il seggio da deputato.
Nel 2015 si candidò per un seggio all'interno della legislatura statale della Louisiana, risultando tuttavia sconfitto.